# Vịnh Guantánamo

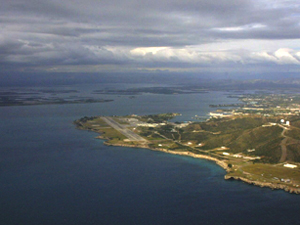
Không ảnh Vịnh Guantánamo

Vịnh Guantánamo (tiếng Tây Ban Nha: Bahía de Guantánamo) là một vịnh nằm trong tỉnh Guantánamo ở cuối phía đông nam Cuba (). Đây là một bến cảng lớn nhất ở phía nam của hòn đảo và được bao bọc xung quanh bởi những ngọn đồi thẳng dốc, tạo thành một vùng riêng biệt tách ly khỏi vùng đất nội địa ngay bên trong duyên hải.
Hoa Kỳ nhận kiểm soát Vịnh Guantánamo theo Hiệp ước Cuba-Mỹ vào năm 1903 mà theo đó hiệp ước này cho phép Hoa Kỳ thuê mướn vĩnh viễn khu vực vịnh. Chính phủ hiện tại của Cuba xem sự hiện diện của Hoa Kỳ tại Guantánamo là bất hợp pháp. Họ cũng cho rằng Hiệp ước Cuba-Mỹ ra đời là vì bị Mỹ dùng vũ lực đe dọa như thế vi phạm luật quốc tế.
Căn cứ Hải quân vịnh Guantánamo được thiết lập năm 1898 bao quanh phần phía nam của vịnh này. Kể từ năm 2002 căn cứ này được dùng để làm nơi giam giữ các nghi can chiến binh từ Afghanistan và khắp nơi trên thế giới nhưng đặc biệt không có tù binh nào đưa đến từ Iraq.